# جبهة الوحدة الوطنية
جبهة الوحدة الوطنية هو حزب سياسي في بوليفيا. تأسس في أواخر عام 2003 من قبل صموئيل دوريا مدينا [الإنجليزية] الذي انفصل عن حركة اليسار الثوري في وقت سابق من ذلك العام. لدى الحزب 36 عضوا في مجلس النواب في الجمعية التشريعية متعددة القوميات. على الرغم من حصته الكبيرة من الأصوات الحضرية ووجود 16 رئيس بلدية سابقًا بين أعضاءه، إلا أنه لا يسيطر على أي مجالس بلدية أو محافظات. يرتبط الحزب ارتباطًا وثيقًا بشركة دوريا ميدينا للأسمنت.
في الانتخابات الرئاسية لعام 2005م، حصل مرشح الحزب صأمويل دوريا على 215140 صوت (7.8%). وفي الانتخابات البرلمانية لعام 2005 حصل الحزب على 7 مقاعد.